# Acalypha kraussiana
Acalypha kraussiana é uma espécie de flor do gênero Acalypha, pertencente à família Euphorbiaceae.